# Юг (Ишимбай)
Юг, Юг города Ишимбая — упразднённое муниципальное образование города Ишимбая Республики Башкортостан. Действовало в 2002—2004 гг.
Глава муниципального образования — Мухамадеев Файзулла Зайнуллович. Адрес администрации:  г. Ишимбай, улица Стахановская, 22.

## Водные артерии
Река Белая, река Тайрук (приток Белой), ручей Бузайгыр (приток Тайрука).

## Автодороги
Ишимбай — Салават, Ишимбай — Мелеуз, Индустриальное шоссе.

## Границы
В северо-восточной части граница проходила по автомобильной дороге Ишимбай — Салават, далее по Индустриальному шоссе, пересекала реку Белую, шла по улице Бульварной до реки Тайрук, пересекала реку, шла по границе садоводческого общества «Тайрук-1» города Ишимбая и границе государственного лесного фонда Ишимбайского лесничества (квартал 62), затем по просеке между кварталами 62, 68, 61, 59 до границы с муниципальным образованием «Урманбишкадакский сельсовет» Ишимбайского района, поворачивала на восток и шла по границе государственного лесного фонда (квартал 59) до ручья Бузайгыра;
в восточной части: по ручью Бузайгыру до микрорайона Смакаево, далее по границе муниципального образования «Урманбишкадакский сельсовет» Ишимбайского района до реки Тайрук, затем по границе муниципального образования «Байгузинский сельсовет» Ишимбайского района до южной границы города Ишимбая;
в южной части: от точки, расположенной в 200 м от автомобильной дороги Ишимбай — Воскресенское, далее пересекала автомобильную дорогу и шла по границе муниципального образования «Скворчихинский сельсовет» Ишимбайского района до границы земель государственного лесного фонда Ишимбайского лесничества, далее по землям государственного лесного фонда (квартал 72) до поворота на северо-запад;
в западной части: граница проходила с севера по автомобильной дороге Ишимбай — Салават протяжённостью 750 м, затем на юго-запад 1 км по автомобильной дороге на железнодорожный вокзал станции Ишимбаево, далее на юго-восток 200 м по землям совхоза-техникума, расположенного на территории Стерлитамакского района, затем на юг 200 м до границы с городом Салаватом. Далее на юго-восток 680 м, на восток 200 м, на юг 600 м, на юго-запад 1,6 км по границе с городом Салаватом, далее на юго-восток до реки Белой, затем 400 м по реке Белой, поворот на юго-восток до старицы реки Белой, затем 400 м по старице реки Белой, затем на юго-запад 600 м, далее 1,65 км по старице реки Белой до южной границы города.

## История
В июле 2001 года в Башкортостане принят Закон Республики Башкортостан № 235-з от 25.07.2001 «Об установлении границ муниципальных образований в Республике Башкортостан». Закон устанавливал официальные названия, границы и состав территорий муниципальных образований в регионе.
В ст. 3 в части, относящейся к городу Ишимбаю, выделены два муниципальных образования:
- Север города Ишимбая
- Юг города Ишимбая

Границы муниципального образования Юг города Ишимбая определены в Законе Республики Башкортостан от 25 декабря 2002 года № 426-з «Об описании границы муниципального образования Юг города Ишимбая Республики Башкортостан»
Данные Законы утратили силу с 17 декабря 2004 года, когда был принят Закон Республики Башкортостан № 126-з от 17.12.2004 «О границах, статусе и административных центрах муниципальных образований в Республике Башкортостан», где в ст. 7 «Признание утратившими силу нормативных правовых актов Республики Башкортостан» отмечен:
45) Закон Республики Башкортостан от 25 декабря 2002 года N 426-з «Об описании границы муниципального образования Юг города Ишимбая Республики Башкортостан» (Ведомости Государственного Собрания, Президента и Кабинета Министров Республики Башкортостан, 2003, N 3 (159), ст. 114);